# Nicolaus Voigtel
Nicolaus Voigtel (* 1658 in Freiberg; † 30. Oktober 1713 in Eisleben) war ein deutscher Geometer, Bergbeamter und Autor.

## Leben und Werk
Über das Leben von Nicolaus Voigtel ist nur wenig bekannt. Sein Vater war Bergmann in der Grafschaft Mansfeld. Er selbst war Zehntner der Mansfelder, Eisleber und Hettstedter Bergwerke in der Grafschaft Mansfeld und Administrator der dortigen Bergstollenkasse. Bevor er dieses Amt antrat, war er kursächsischer Bergvogt in Thüringen. Kurfürst Johann Georg III. von Sachsen übertrug ihm am 23. Januar 1683 dieses bedeutsame Amt, das er am 2. März d. J. antrat. Auch wenn es für eine höhere Ausbildung Voigtels keine Belege gibt, lassen seine Werke zur Markscheidekunst vermuten, dass er sich die mathematischen Kenntnisse nicht im Selbststudium beigebracht haben konnte.
Voigtel hinterließ den Sohn Traugott Gottlieb Voigtel, der sich am 10. November 1713 erfolglos um die durch den Tod seines Vaters frei gewordene Zehntnerstelle bewarb. Ein weiterer Sohn, Friedrich Nicolaus Voigtel, wurde 1710 zum Bergmeister im Herzogtum Kleve, Fürstentum Minden und der Grafschaft Mark und Ravensberg ernannt.
Große Verdienste erwarb er sich durch die Herausgabe von Lehrbüchern für das Markscheidewesen. Selbst bezeichnete er sich als ersten Schriftsteller auf diesem Gebiet, was jedoch inhaltlich nicht richtig ist. Voigtels Lehrbücher bedeuteten einen wesentlichen Fortschritt bei der Entwicklung der Markscheidekunst, da er erstmals die Anwendung der Trigonometrie systematisch einführte.

## Werke
- Geometria Subterranea oder Marckscheide-Kunst: darinnen gelehret wird Wie auff Bergwercken alle Klüffte und Gänge in Grund und am Tag gebracht/ auch solche voneinander unterschieden werden sollen; so wohl Was bey Durchschlägen in Ersparung Kosten/ Bringung Wetters und Benehmung Wassers denen Zechen oder Gebäuden/ mit zubeoachten; Item/ Wie Streitigkeiten/ so sich unter miteinander schnürenden Gewercken offters zuereignen pflegen/ dem Maaße nach aus einander zusetzen; Sambt noch andern in nechstfolgendem Indice enthaltenen und zu dieser Kunst dienlichen Sachen; Allen Bergwercks-Liebenden zum Unterricht und versicherlichen Nutzen, Dietzel, Eisleben 1686 (Nachauflagen u. a. 1688, 1693) (Digitalisat SLUB)
- Perfectionirte Geometria subterranea, Oder Vollkommene Marck-Scheide Fortifications-Fester-Gebäude-Feldmessen- und Wasser-Leitungs-Kunst…, Leipzig, 1692
- Vermehrte Geometria Subterranea, oder Marckscheide-Kunst: darinnen gelehret wird, Wie auf Bergwercken alle Klüffte und Gänge in Grund und an Tag gebracht, und solche voneinander unterschieden werden sollen; So wohl was bey Durchschlägen in Ersparung Kosten, Bringung Wetters und Benehmung Wassers denen Zechen oder Gebäuden, mit zu beobachten; Item, Wie Streitigkeiten, so sich unter miteinander schnürenden Gewercken öffters zu ereignen pflegen, dem Maaße nach auseinander zu setzen; Als auch Wie Wasser in Röhr- und Graben-Werck zu führen; Samt noch andern nach und nach experimentirten und darzu gebrachten, in nechstfolgenden Indice mit enthaltenen und zu dieser Kunst dienlichen Sachen / Allen Bergwercks-Liebenden zum Unterricht und versicherlichen Nutzen, Zum andern mahl herausgegeben durch Nicolaus Voigteln, Der Mannßfeld- und Eißleb- auch Hedtstettischen Bergwercke Zehendnern. Zum andern mahl herausgegeben, Rüdel, [Querfurt]; Leg, Eißleben 1713 (Nachauflage 1714)